# Morten Jørgensen
Morten Jørgensen (født 23. juni 1985) er en dansk tidligere letvægtsroer, der var tilknyttet "Guldfireren" og har vundet flere OL-, VM- og EM-medaljer i denne båd.

## Rokarriere
Morten Jørgensen roede forskellige letvægtsbåde tidligt i sin karriere, Han var også med i letvægtsfireren i flere tilfælde i 2006 og 2007, uden han dog blev fast mand i båden. Kort inden OL 2008 i Beijing besluttede landstræneren dog at satse på ham i båden, hvor Thomas Ebert og Eskild Ebbesen, som havde vundet guld fire år forinden, og Mads Kruse-Andersen udgjorde bådens øvrige besætning. Danskerne vandt deres indledende heat i ny olympisk rekordtid og derpå deres semifinale. I finalen førte de hele vejen, og mens den canadiske båd fulgte godt med i første halvdel, hentede polakkerne dem og sikrede sig sølv mere end halvanden sekund efter danskerne, og Canada fik bronze. Det var den danske letvægtsfirers tredje OL-guldmedalje.
Derpå var Morten Jørgensen fast mand i letvægtsfireren, der hentede VM-sølv året efter. Efter et par sæsoner uden internationale mesterskabsmedaljer var danskerne stadig blandt favoritterne ved OL 2012 i London, hvor besætningen nu ud over Morten Jørgensen bestod af Kasper Winther Jørgensen, Jacob Barsøe og veteranen Eskild Ebbesen. Danskerne kvalificerede sig til semifinalen, som de vandt, og i finalen lagde de sig i spidsen fra start. På de sidste 500 meter blev de dog indhentet af briterne, og det lignede en kamp om guldet mellem disse to både. På målstregen blev det imidlertid Sydafrika, der sikrede sig sejren, mens Storbritannien fik sølv snævert foran Danmark på bronzepladsen.
De følgende to sæsoner var han med til at blive verdens- og europamester begge år, hvorpå han var skadet i 2015. Han var dog tilbage i båden igen i 2016 og dermed med til sit tredje OL, denne gang i Rio de Janeiro. Besætningen bestod denne gang ud over Morten Jørgensen af Kasper Winther Jørgensen, Jacob Barsøe og Jacob Larsen, og danskerne vandt deres indledende heat, mens de i semifinalen blev besejret af Schweiz. I finalen var schweizerne igen hurtigst og sikrede sig guldet, mens det blev til dansk sølv og fransk bronze. Morten Jørgensen indstillede sin elitekarriere efter OL.